# اپیناستین
اپیناستین(به انگلیسی: Epinastine) (با نام تجاری Alesion ,Elestat ,Purivist ,Relestat) یک آنتی‌هیستامین نسل دوم و تثبیت کننده ماست سل است که در قطره‌های چشمی برای درمان ورم ملتحمه آلرژیک استفاده می‌شود. اپیناستین توسط شرکت Allergan تولید و توسط شرکت Inspire در ایالات متحده به بازار عرضه می‌شود. اپیناستین برای گیرنده H1 بسیار انتخابی است و از سد خونی مغزی عبور نمی‌کند.
این دارو در سال ۱۹۸۰ ثبت اختراع شد و در سال ۱۹۹۴ مورد استفاده پزشکی قرار گرفت.